# Alarm im Zirkus
Alarm im Zirkus ist ein deutscher Kriminalfilm der DEFA von Gerhard Klein aus dem Jahr 1954.

## Handlung
Die in Westberlin lebenden Freunde Max und Klaus haben den geheimen Traum, als Boxer Karriere zu machen. Sie üben am Sandsack an der Teppichklopfstange im Hinterhof des Lokals „Kleines Ballhaus Klott“ und sparen jeden Pfennig für Boxhandschuhe. Ihre zweite Leidenschaft gehört dem Zirkus: Beide halten sie sich oft beim Ostberliner Circus Barlay auf, wo sie Bekanntschaft mit Helli machen, die später einmal studieren und ihr Geld als Tierärztin verdienen will.
Der Traum der Boxkarriere zerplatzt für beide Jungen bald: Die Familien sind arm und als Klaus’ Mutter mit der Mietzahlung in Rückstand gerät, geben beide Jungen ihr für Boxhandschuhe gespartes Geld für die Begleichung der Schulden hin. Die Chancen, eine Arbeit aufzunehmen, sind gering, haben beide Jungen nicht einmal Aussicht auf eine Lehrstelle. Sie suchen neue Einnahmequellen und geraten dabei an den zwielichtigen Kneipenbesitzer Klott, der ihnen für einen einfachen Auftrag viel Geld verspricht. Klaus erfährt zufällig, worum es bei dem Auftrag geht: Er soll mit Max die Pferde des Circus Barlay von Ostberlin in den Westen schmuggeln. Bevor er jedoch Alarm schlagen kann, wird er von Klott, dessen Gespräch er belauscht hatte, entdeckt und eingesperrt.
Die Entführung der Pferde soll nun mit Max’ Beihilfe beginnen, doch erkennt der schnell das Unrecht der Tat. Klaus gelingt unterdessen die Flucht aus seinem Gefängnis. Er verständigt die Mitarbeiter des Circus Barlay und die Volkspolizei, die die Entführung mit Max’ Hilfe vereiteln. Die Verbrecher werden festgenommen und Max und Klaus erhalten als Belohnung vom Zirkus die lang gewünschten Boxhandschuhe geschenkt.

## Produktion

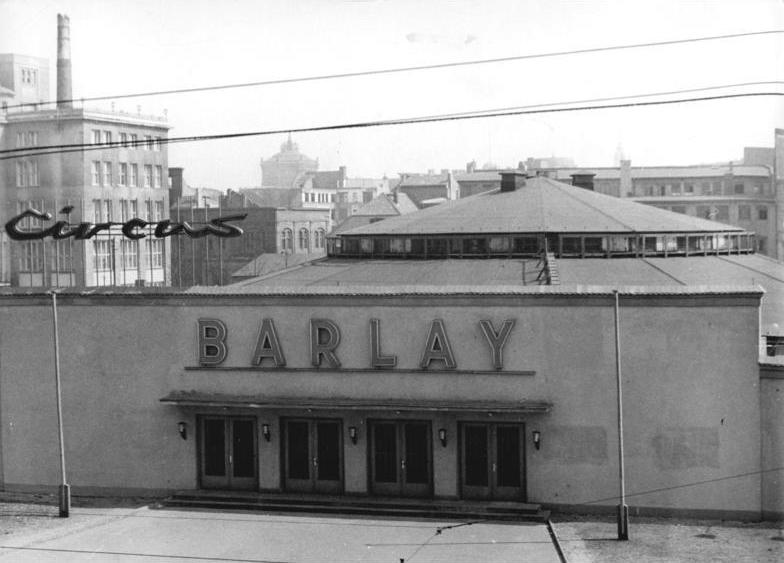
Das Gelände des Circus Barlay 1958

Alarm im Zirkus beruht auf wahren Begebenheiten, so war 1953 ein Überfall auf den Zirkus vereitelt worden. Wolfgang Kohlhaase und Hans Kubisch schrieben das Drehbuch angeregt durch die Presseberichte zum Fall innerhalb von knapp einem halben Jahr nieder. Gedreht wurde außer im Studio Babelsberg an Originalschauplätzen in Berlin, unter anderen in der nördlichen Friedrichstraße, der Monbijoubrücke, dem Koppenplatz und dem Alten Garnisonfriedhof. Willy Schiller schuf die Bauten, Paul Ramacher war Produktionsleiter.
Alarm im Zirkus erlebte am 27. August 1954 im Berliner Babylon seine Premiere. Mit 3,6 Millionen Kinobesuchern wurde Alarm im Zirkus „der Kassenschlager des Jahres 1954“ in der DDR.

## Kritik
Die zeitgenössische Kritik lobte den Film für „jene gutdosierte Mischung aus Gefühl, Heiterkeit und ernsthaftem Hintergrund, die ein echter Filmerfolg braucht. Er ist keineswegs in allen Punkten unanfechtbar – aber er ist in allen Punkten so, daß er den Zuschauern gefällt.“ Als Kriminalfilm biete Alarm im Zirkus „alles, […] was ein kompletter Kriminalfilm braucht. Es krachen sogar – wer hätte das noch von der seriösen DEFA gedacht? – zünftige Kinnhaken, und der Großeinsatz der Volkspolizei gipfelt in einer atemberaubenden Verfolgungsjagd im Funkwagen durch nächtlich-nasse Großstadtstraßen und Ruinen.“
Frank-Burkhard Habel schrieb 2000, dass „der abenteuerliche Jugendkrimi […] deutlich an der Front des Kalten Krieges angesiedelt [ist], ohne vordergründige Propaganda zu betreiben, und [er] lebt stark von seiner sozialen Schärfe.“
Das Lexikon des internationalen Films befand: „Spannende, gut inszenierte Kriminal-Unterhaltung, die den authentischen Hintergrund des gespaltenen Berlin atmosphärisch genau einbringt.“

## Auszeichnung
Für Alarm im Zirkus wurden Gerhard Klein und Wolfgang Kohlhaase 1954 mit dem Nationalpreis III. Klasse ausgezeichnet.